# Johan Andersson (ishockeyspelare född 1987)
Johan Andersson, född den 2 maj 1987 i Nynäshamn, Stockholms län, är en svensk ishockeyspelare (center) som för närvarande spelar i Rungsted Ishockey i Superisligaen. Säsongen 2011/2012 representerade han Timrå IK i Elitserien. 
Johan Andersson spelade ishockey med moderklubben Nynäshamns IF under uppväxten och debuterade som spelare i A-laget redan som pojklagsspelare med Nynäshamn i division 2.     
Som junior flyttade han till Södertälje SK. Han fick göra en match på bänken i elitserien 2006 och spelade ett antal matcher i allsvenskan säsongen 2006/2007. Som förstaårssenior erbjöds Andersson inget kontrakt med Södertälje utan kom att istället representera Hammarby Hockey i Hockeyallsvenskan säsongen 2007/2008 när laget och sektionen gick i konkurs. Säsongen efter konkursen flyttade han till Almtuna IS. I april 2010 värvades han av AIK Ishockey och var med att avancera till högsta serien med klubben. Efter sin debutsäsong i Elitserien värvades han till Timrå IK 2011. Eftersom han där spelade i samma lag som namnen Johan Andersson som sedan tidigare har smeknamnet Bagarn fick nyförvärvet från AIK smeknamnet Gnagarn i Timrå för att de två skulle kunna skiljas åt. Efter ett skadedrabbat år i Timrå fick Andersson lämna laget och spelar från och med hösten 2012 med Södertälje SK i Allsvenskan. Johans favorithockeyspelare är den ryska legenden Igor Larionov.    
Johan Andersson har en äldre bror, Magnus Andersson, född 1981, målvakt som spelar för närvarande i Nynäshamns IF i Division 1.